# Empire of Ash III
Empire of Ash III este un film SF postapocaliptic din 1990 regizat de Michael Mazo și Lloyd A. Simandl.
Este o continuare a filmelor Empire of Ash (1988) și Empire of Ash II (1989).

## Prezentare
Este anul 2050, iar lumea a devenit un deșert după ce un virus mortal a distrus rasa umană. Cei puțini care au supraviețuit sunt forțați să lupte împotriva unui puternic imperiu războinic care urmărește să obțină controlul total asupra noi lumii. Prețul libertății în această nouă lume este moartea. Într-un gest disperat pentru a reinstaura civilizația adevărată, ultimul dintre luptători pentru libertate organizează un atac tot împotriva imperiului răului.